# Erro de aproximação
Em matemática, no campo da análise numérica, o erro de aproximação em determinados dados é a discrepância entre um valor exacto e alguma aproximação a ele. Um erro de aproximação pode ocorrer porque:
1. a medida dos dados não é precisa (devido aos instrumentos); ou
2. aproximações são usadas ao invés de dados reais (exemplo: 3,14 em vez de π).

A estabilidade numérica de um algoritmo em análise numérica indica como o erro é propagado pelo algoritmo.